# Seseli nanum
Seseli nanum är en flockblommig växtart som beskrevs av Léon Dufour. Seseli nanum ingår i släktet säfferötter, och familjen flockblommiga växter. Inga underarter finns listade i Catalogue of Life.